# Finn Butcher
Finn Butcher (n. 1995, Dunedin, Noua Zeelandă) este un canoist ce a reprezentat Noua Zeelandă, medaliat olimpic. A participat la o ediție a Jocurilor Olimpice (2024) în care a câștigat o medalie de aur.